# Encoelia
Encoelia is een geslacht van schimmels behorend tot de familie Cenangiaceae. 

## Soorten
Volgens Index Fungorum telt het geslacht 40 soorten (peildatum februari 2022):
| Soortnaam                                | Auteur(s)                                    | Publicatiejaar |
| ---------------------------------------- | -------------------------------------------- | -------------- |
| Encoelia aterrima                        | Hazsl.                                       | 1887           |
| Encoelia carpini                         | Boud.                                        | 1907           |
| Encoelia cubensis                        | (Berk. & M.A. Curtis) Iturr., Samuels & Korf | 1994           |
| Encoelia dalongshanica                   | W.Y. Zhuang                                  | 1999           |
| Encoelia deightonii                      | Dennis                                       | 1955           |
| Encoelia eliassonii                      | Petr.                                        | 1957           |
| Encoelia fimbriata                       | Spooner & Trigaux                            | 1985           |
| Encoelia fissa                           | (Fr.) Boud.                                  | 1907           |
| Encoelia fuckelii (Sleedoornschijfzwam)  | (Sacc.) Boud.                                | 1907           |
| Encoelia furfuracea (Hazelaarschijfzwam) | (Roth) P. Karst.                             | 1871           |
| Encoelia glaberrima                      | (Rehm) Kirschst.                             | 1935           |
| Encoelia helvola                         | (Jungh.) Overeem                             | 1926           |
| Encoelia heteromera                      | (Mont.) Nannf.                               | 1939           |
| Encoelia himalayensis                    | Arendh. & R. Sharma                          | 1984           |
| Encoelia impudicella                     | P. Karst.                                    | 1871           |
| Encoelia inculcata                       | P. Karst.                                    | 1871           |
| Encoelia indica                          | M.P. Sharma                                  | 1982           |
| Encoelia kirschsteiniana                 | Jaap ex Kirschst.                            | 1938           |
| Encoelia lobata                          | (Starbäck) Dennis                            | 1954           |
| Encoelia mollisioides                    | Spooner                                      | 1988           |
| Encoelia montana                         | Arendh. & R. Sharma                          | 1984           |
| Encoelia nebulosa                        | Hazsl.                                       | 1887           |
| Encoelia nebulosa                        | ß holubyana Hazsl.                           | 1887           |
| Encoelia neocaledonica                   | Wakef.                                       | 1922           |
| Encoelia nitida                          | (Saut.) Boud.                                | 1907           |
| Encoelia papuana                         | Otani                                        | 1975           |
| Encoelia petrakii (Dennenschijfzwam)     | Gremmen                                      | 1957           |
| Encoelia reichenbachii                   | (Rabenh.) Boud.                              | 1907           |
| Encoelia rubiginosa                      | (Fr.) Boud.                                  | 1907           |
| Encoelia russa                           | (Berk. & Broome) Dennis                      | 1955           |
| Encoelia salicella                       | (Höhn.) Petr.                                | 1925           |
| Encoelia singaporensis                   | E.K. Cash & Corner                           | 1958           |
| Encoelia siparia                         | (Berk. & Broome) Nannf.                      | 1936           |
| Encoelia sitchensis                      | Kirschst.                                    | 1938           |
| Encoelia striatula                       | (Mouton & Sacc.) Boud.                       | 1907           |
| Encoelia tegularis                       | (Weinm.) Boud.                               | 1907           |
| Encoelia tiliacea                        | (Fr.) P. Karst.                              | 1871           |
| Encoelia tristis                         | (Saut.) Boud.                                | 1907           |
| Encoelia ulmi                            | (Tul. & C. Tul.) Boud.                       | 1907           |
| Encoelia urceolata                       | (E.J. Durand) W.Y. Zhuang                    | 1988           |